# Середино-Будський район
Середи́но-Бу́дський район — колишнє адміністративно-територіальне утворення в Сумській області України. Районний центр: Середина-Буда.

## Географія
Середино-Будський район розташований у північній частині Сумської області. З півночі та сходу він межує з Брянською областю Росії, на заході — Чернігівською областю України, на півдні — Ямпільським та Шосткинським районами Сумської області.
Територія району розташована в басейні лівобережних приток Десни на південному схилі Середньоруської височини. Річища рік дуже широкі, хоч самі річки в порівнянні з розмірами долин незначні. Заплави рік заболочені, в них багато озер і стариць. В основному в районі переважають дерново-підзолисті, глинисто-піщані, супіщані та суглинисті ґрунти, які потребують внесення органічних і мінеральних добрив. У північно—східній і південно-східній частинах переважають темно-сірі глеюваті ґрунти з високою природною родючістю.
Район порівняно небагатий на корисні копалини. В основному це — крейда, глина, торф, які використовуються в дуже малих обсягах і для внутрішніх потреб. Характерною рисою геологічних умов району є неглибоке залягання крейдяних порід і пов'язаних з ними підземних вод.
За природно кліматичними умовами територія району належить до Поліської зони.
Природний скарб Середино-Будського району — ліси. Загальна площа лісів, лісового фонду становить 35,9 тис. га. Загальна площа озер — 299,2 га ставків — 449,2 га. У межах району розташований Деснянсько-Старогутський національний природний парк.
У лісах, на полях та болотах водиться 94 видів тварин і 164 — птахів. У водоймищах живе понад 30 видів риб. На території району росте понад 700 видів рослин, у тому числі лікарських: звіробій, валер'яна, безсмертник, душиця, пижмо, чебрець, чистотіл тощо.

## Історія
Середина-Буда стає районним центром у 1923 році, спочатку в складі Новгород-Сіверського, а з 1925 року — Глухівського округу. Із січня 1939 року Середину-Буду переведено до складу новоствореної Сумської області.
Центр району — м. Середина-Буда, відповідною постановою Кабінету Міністрів України віднесено до історичних міст України.
Перші писемні свідчення про заснування поселення датуються 1638 роком, коли тут були побудовані буда і кузня і розпочалося виробництво поташу та деревинного вугілля. Будний промисел дав назву майбутньому місцю; його поширення приваблювало сюди людей як з України, так і з сусідніх регіонів Московщини.
Люди заселяли ці місця ще на початку XVII століття. Це були козаки, селяни-втікачі з Правобережної України і розкольники, які переселилися з Росії в Стародубський полк, щоб позбутися релігійних утисків царського уряду. У цей період з'являються й інші поселення: Ромашкове, Порохонь, Зноб-Новгородське (Зноба), Кривоносівка, Голубівка, Уралове (до 1922 року Олтар) та інші.
У кінці ХУІІ століття Середина-Буда стала значним поселенням, яке 1689 року гетьман Іван Мазепа віддав своєму прибічникові А.Гамалію. На початок XVIII століття Середина-Буда перейшла в розряд рангових сіл. Її жителі платили грошові та інші податки. У 1727 році доходи з містечка були визначені на утримання таємного радника Наумова, а у 1764 році на утримання Рум'янцева.
Перебуваючи на кордоні з Росією, Середина-Буда у другій половині XVIII століття стала значним торговим центром, з розвиненими промислами, особливо винокурінням. Продукція винокурних підприємств відправлялася Десною і Дніпром у різні місця Придніпров'я, сухопутно до Полтави, Хорола й інших районів Лівобережної України. Сюди приїжджають і російські купці. Зростає кількість мануфактурних, рибних, м'ясних лавок, ведеться широка торгівля тканинами, прядивом, олією, хлібом, рибою тощо.
Протягом багатьох років Середина-Буда називалася селом, а після «Жалуваної грамоти містам Російської імперії» (1785 рік) село Середина-Буда стає містечком або ж посадом, а її жителі — деякі з торгових людей — гільдійськими купцями, а власники з посполитих — міщанами.

## Адміністративний устрій
Район адміністративно-територіально поділяється на 1 міську раду, 1 селищна рада та 16 сільські ради, які об'єднують 53 населений пункт та підпорядковані Середино-Будській районній раді.

## Політика
Депутатський корпус рад різних рівнів становить 284 осіб, з них: — районна рада — 36 осіб; — міська рада — 30 осіб; — селищна рада — 16 осіб; — сільські ради — 202 особи.
25 травня 2014 року відбулися Президентські вибори України. У межах Середино-Будського району було створено 37 виборчих дільниць. Явка на виборах складала — 52,81 % (проголосували 6 917 із 13 097 виборців). Найбільшу кількість голосів отримав Петро Порошенко — 37,31 % (2 581 виборців); Сергій Тігіпко — 16,73 % (1 157 виборців), Петро Симоненко — 10,21 % (706 виборців), Юлія Тимошенко — 10,05 % (695 виборців), Михайло Добкін — 7,32 % (506 виборців). Решта кандидатів набрали меншу кількість голосів. Кількість недійсних або зіпсованих бюлетенів — 2,80 %.

## Населення
Розподіл населення за віком та статтю (2001):
| Стать | Всього | До 15 років | 15-24 | 25-44 | 45-64 | 65-85 | Понад 85 |
| --- | ------ | ----------- | ----- | ----- | ----- | ----- | -------- |
| Чоловіки | 9641   | 1710        | 1382  | 2742  | 2450  | 1309  | 48       |
| Жінки | 11 311 | 1688        | 1222  | 2558  | 2660  | 2916  | 267      |
| \| Статево-вікова піраміда \| Статево-вікова піраміда \| Статево-вікова піраміда \| \| ----------------------- \| ----------------------- \| ----------------------- \| \| Чоловіки \| Вік \| Жінки \| \| 48 \| 85 + \| 267 \| \| 98 \| 80-84 \| 358 \| \| 241 \| 75-79 \| 816 \| \| 559 \| 70-74 \| 1045 \| \| 411 \| 65-69 \| 697 \| \| 658 \| 60-64 \| 870 \| \| 313 \| 55-59 \| 363 \| \| 704 \| 50-54 \| 706 \| \| 775 \| 45-49 \| 721 \| \| 784 \| 40-44 \| 745 \| \| 672 \| 35-39 \| 611 \| \| 570 \| 30-34 \| 552 \| \| 716 \| 25-29 \| 650 \| \| 689 \| 20-24 \| 614 \| \| 693 \| 15-20 \| 608 \| \| 744 \| 10-14 \| 749 \| \| 532 \| 5-9 \| 516 \| \| 434 \| 0-4 \| 423 \| |        |             |       |       |       |       |          |
| Статево-вікова піраміда |        |             |       |       |       |       |          |
| Чоловіки | Вік    | Жінки       |       |       |       |       |          |
| 48 | 85 +   | 267         |       |       |       |       |          |
| 98 | 80-84  | 358         |       |       |       |       |          |
| 241 | 75-79  | 816         |       |       |       |       |          |
| 559 | 70-74  | 1045        |       |       |       |       |          |
| 411 | 65-69  | 697         |       |       |       |       |          |
| 658 | 60-64  | 870         |       |       |       |       |          |
| 313 | 55-59  | 363         |       |       |       |       |          |
| 704 | 50-54  | 706         |       |       |       |       |          |
| 775 | 45-49  | 721         |       |       |       |       |          |
| 784 | 40-44  | 745         |       |       |       |       |          |
| 672 | 35-39  | 611         |       |       |       |       |          |
| 570 | 30-34  | 552         |       |       |       |       |          |
| 716 | 25-29  | 650         |       |       |       |       |          |
| 689 | 20-24  | 614         |       |       |       |       |          |
| 693 | 15-20  | 608         |       |       |       |       |          |
| 744 | 10-14  | 749         |       |       |       |       |          |
| 532 | 5-9    | 516         |       |       |       |       |          |
| 434 | 0-4    | 423         |       |       |       |       |          |

Національний склад населення за даними перепису 2001 року:
| Національність | Кількість осіб | Відсоток |
| -------------- | -------------- | -------- |
| українці       | 18724          | 89,35 %  |
| росіяни        | 2065           | 9,85 %   |
| білоруси       | 61             | 0,29 %   |
| молдовани      | 13             | 0,06 %   |
| вірмени        | 12             | 0,06 %   |
| інші           | 80             | 0,38 %   |

Мовний склад населення за даними перепису 2001 року:
| Мова       | Кількість осіб | Відсоток |
| ---------- | -------------- | -------- |
| російська  | 16577          | 79,11 %  |
| українська | 4348           | 20,75 %  |
| інші       | 30             | 0,14 %   |

Розподіл населення району у розрізі міст, селищ та сільрад за рідною мовою станом на 2001 рік, %:
|                         | російська | українська | білоруська | вірменська | молдовська |
| Середино-Будський район | 79,1      | 20,8       | 0,0        | 0,0        | 0,0        |
| ----------------------- | --------- | ---------- | ---------- | ---------- | ---------- |
| м. Середина-Буда        | 86,1      | 13,8       | 0,0        | 0,0        | 0,0        |
| с-ще Красний Прогрес    | 88,9      | 11,1       | -          | -          | -          |
| с-ще Рудак              | 93,8      | 6,2        | -          | -          | -          |
| с-ще Свердлове          | 98,2      | 1,8        | -          | -          | -          |
| с-ще Нова Спарта        | 97,9      | 2,1        | -          | -          | -          |
| с-ще Високосів          | 100,0     | -          | -          | -          | -          |
| с-ще Курган             | 50,0      | 50,0       | -          | -          | -          |
| смт. Зноб-Новгородське  | 68,9      | 31,1       | -          | -          | -          |
| Великоберізківська с-да | 88,6      | 11,2       | 0,3        | -          | -          |
| Голубівська с-да        | 79,6      | 20,4       | -          | -          | -          |
| Жихівська с-да          | 76,2      | 23,4       | 0,4        | -          | 0,1        |
| Зноб-Трубчевська с-да   | 98,3      | 1,7        | -          | -          | -          |
| Кам`янська с-да         | 68,6      | 31,4       | -          | -          | -          |
| Кренидівська с-да       | 89,7      | 10,3       | -          | -          | -          |
| Кривоносівська с-да     | 38,0      | 62,0       | -          | -          | -          |
| Нововасилівська с-да    | 95,7      | 2,7        | -          | -          | -          |
| Очкинська с-да          | 45,9      | 54,1       | -          | -          | -          |
| Пигарівська с-да        | 52,5      | 47,5       | -          | -          | -          |
| Рожковицька с-да        | 76,9      | 22,8       | -          | -          | -          |
| Ромашківська с-да       | 97,6      | 2,4        | -          | -          | -          |
| Старогутська с-да       | 91,3      | 8,7        | -          | -          | -          |
| Стягайлівська с-да      | 96,4      | 3,6        | -          | -          | -          |
| Уралівська с-да         | 92,9      | 7,0        | -          | -          | -          |
| Чернацька с-да          | 69,5      | 30,2       | -          | -          | 0,1        |

Загальна чисельність наявного населення станом на 01.10.2010 року становила 17 658 осіб, у тому числі: міське — 9294 ос., сільське — 8364 ос.
Станом на січень 2015 року кількість мешканців району становила 16 689 осіб, з них міського населення — 9 053 (Середина-Буда та Зноб-Новгородське), сільського — 7 636 осіб.

## Пам'ятки
У Середино-Будському районі Сумської області на обліку перебуває 75 пам'яток історії.
У Середино-Будському районі Сумської області на обліку перебуває 4 пам'ятки архітектури.

## Найвідоміші уродженці
- Ковальов Сергій Адамович (02.03.1930) уродженець м. Середина -Буда, всесвітньо -відомий правозахисник
- Виходець із с. Мефедівки, герой Вітчизняної війни 1812 року Четвертаков Єрмолай, який командував партизанським загоном селян, зібраним ним після втечі з полону.
- Кизя Лука Єгорович (21.02.1912 − 29.12.1974) учасник партизанського руху в Україні в роки Другої світової війни, доктор історичних наук, представник УРСР в 00Н (з 1961 року). Народився в с. Жихове Середино-Будського району.
- Бобров Олександр Олексійович (1850—1904) — хірург, професор медицини, уродженець с. Мефедівки.
- Шевцов Іван Саввич (1901—1941) уродженець м. Середина-Буда, мер Києва (1937—1941), його іменем названа одна з вулиць Києва.
- Алексеєнко Іван Пименович (1899–1966), ректор Київського медичного інституту імені Богомольця, заступник міністра охорони здоров'я УРСР, уродженець села Кам'янка.
- Мільченко Ілля Тимофійович (1897-), доктор медичних наук, професор кафедри акушерства та гінекології Куйбишевського медінституту, уродженець м. Середина-Буда.
- Рогачевський Георгій Олексійович — Герой Радянського Союзу.
- Уродженці м. Середина-Буда Гончаров Володимир Ігнатович і Петрунькін Леонід Павлович за технічні відкриття і вдосконалення виробництва одержали високі звання лауреатів Ленінської і Державної премій.